# Sólheimajökull
Der Sólheimajökull ist eine Gletscherzunge des Mýrdalsjökulls im Süden Islands.
Der Gletscher ist etwa zehn Kilometer lang und liegt kaum 7 Kilometer östlich von Skógar. Über den Sólheimajökulsvegur, die Straße 221, ist er von der Ringstraße aus zu erreichen.
Aus dem Gletscher entspringt die Jökulsá á Sólheimasandi, die nach neun Kilometern in den Nordatlantik fließt. Sie wird auch Fúlilækur (Stinkebach) genannt, wegen des Schwefels im Wasser aus dem Vulkan Katla.